# Ranger 1

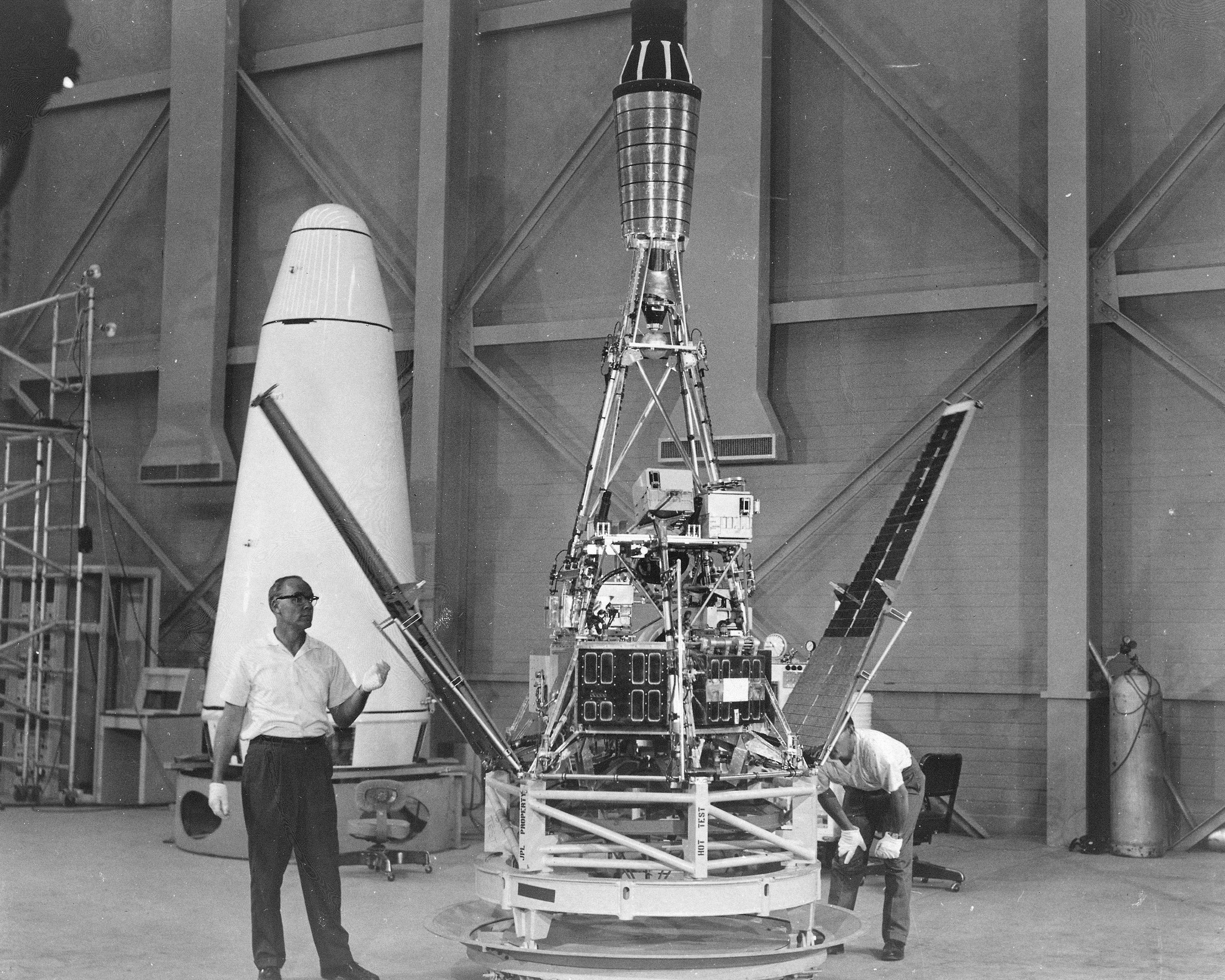
Ranger 1 wordt klaar gemaakt voor lancering

De Ranger 1 was het eerst gelanceerde ruimtevaartuig uit het Ranger-programma. Het doel van deze eerste missie was voornamelijk het testen van de apparatuur voor de volgende missies uit het programma. Daarnaast was het de bedoeling onderzoek te doen naar de samenstelling van de interplanetaire ruimte. De lancering vond plaats op 23 augustus 1961.
Het ruimtevaartuig was ontworpen om in een baan om de aarde te komen en in die positie de opdrachten uit te voeren. Hoewel de lancering goed verliep en de Atlas-draagraket in een baan om de aarde kwam, verliep het vervolg om naar een hogere baan te komen niet goed. De daaropvolgende ontkoppeling werd te laag uitgevoerd, waardoor de Ranger 1 op 30 augustus 1961 weer naar de aarde terugkeerde. 
Deels was de missie toch succesvol, de primaire doelen werden bereikt. Alleen de wetenschappelijke onderzoeken konden niet worden uitgevoerd door de voortijdige terugkeer naar aarde.